# Riemannova sfera
Riemannova sfera je v matematiki Riemannova ploskev, razširjena na kompleksni ravnini:
{\displaystyle {\widehat {\mathbb {C} }}=\mathbb {C} \cup \{\infty \}\!\,,}
ki se pojavlja kot kompleksna projektivna premica, kot enorazsežni projektivni prostor {\displaystyle \mathbb {C} \mathbb {P} ^{1}}. Z Riemannovo sfero se lahko razširi ravnino kompleksnih števil z dodatno točko v neskončnosti, s katero se izrazi kot je na primer:
{\displaystyle {\frac {1}{0}}=\infty \!\,}
lepo obnašajo in so v nekaterih smislih uporabni. Sfera se imenuje po Bernhardu Riemannu. Topološko je kot mnogoterost difeomorfna dvorazsežni sferi {\displaystyle S^{2}\,}. Imenuje se tudi kompleksna projektivna premica ali razširjena kompleksna ravnina. Redkeje, predvsem v nemški literaturi, se imenuje tudi Riemannova številska krogla.
Na čisto algebrski ravni kompleksna števila z dodatnim elementom v neskončnosti tvorijo množico razširjenih kompleksnih števil. Računanje z neskončnostjo ne sledi običajnim algebrskim pravilom in zaradi tega razširjena komplesna števila ne tvorijo obseg. Vendar se Riemannova sfera geometrično in analitično vede lepo celo blizu neskončnosti, saj je enorazsežna kompleksna mnogoterost (Riemannova ploskev).
V kompleksni analizi Riemannova sfera olajša elegantno teorijo meromorfnih funkcij. Pojavlja se v projektivni geometriji in algebrski geometriji kot temeljni primer kompleksne mnogoterosti, projektivnega prostora in algebrske varietete.

## Riemannova sfera kot kompleksna mnogoterost
Kot enorasežno kompleksno mnogoterost se lahko Riemannovo sfero opiše z dvema kartama z enako domeno kot kompleksna ravnina {\displaystyle \mathbb {C} \,}. Naj sta {\displaystyle \zeta } in {\displaystyle \xi } kompleksni koordinati na {\displaystyle \mathbb {C} \,}. Poveže se neničelna kompleksna števila {\displaystyle \zeta \,} z neničelnimi kompleksnimi števili {\displaystyle \xi \,} s pomočjo prehodnih preslikav:
{\displaystyle \zeta =1/\xi \!\,,}
{\displaystyle \xi =1/\zeta \!\,.}
Ker so prehodne preslikave holomorfne, določajo kompleksno mnogoterost, ravno Riemannovo sfero.
Intuitivno prehodne preslikave nakazujejo kako zlepiti dve ravnini skupaj, da tvorita Riemannovo sfero. Ravnini sta zlepljeni na način »od znotraj navzven«, tako da se skoraj povsod prekrivata, vsaka od ravnin pa ima točko (svoje izhodišče), ki je druga nima. Rečeno drugače, (skoraj) vsaka točka na Riemannovi sferi ima obe vrednosti, {\displaystyle \zeta \,} in {\displaystyle \xi \,}, obe vrednosti pa sta povezani z izrazom {\displaystyle \zeta =1/\xi \,}. Točka, kjer je {\displaystyle \xi =0\,}, mora potem imeti vrednost {\displaystyle \zeta \,}, ki je »{\displaystyle 1/0\,}«. V tem smislu izhodišče karte {\displaystyle \xi \,} igra vlogo »{\displaystyle \infty \,}« v karti {\displaystyle \zeta \,}. Simetrično igra izhodišče karte {\displaystyle \zeta \,} vlogo {\displaystyle \infty \,} glede na karto {\displaystyle \xi \,}.
Topološko je prostor, ki nastane, enotočkovna zgostitev ravnine na sfero. Riemannova sfera pa ni zgolj topološka sfera. Je sfera z dobro določeno kompleksno strukturo, tako da okrog vsake točke obstaja okolica, ki jo je moč biholomorfno poistovetiti s {\displaystyle \mathbb {C} \,}.
Na drugi strani izrek o uniformizaciji, temeljnem pojmu klasifikacije Riemannovih ploskev, pravi, da so edine enostavno povezane enorazsežne kompleksne mnogoterosti kompleksna ravnina, hiperbolična ploskev in Riemannova sfera. Od teh je edino Riemannova sfera zaprta ploskev (kompaktna ploskev brez meje). Zaradi tega dvorazsežna sfera dovoljuje, da se lahko edina kompleksna struktura pretvori v enorazsežno kompleksno mnogoterost.

## Uporaba
Riemannova sfera je našla več uporab v fiziki. V kvantni mehaniki so točke na kompleksni projektivni premici naravne vrednosti polarizacijskih stanj fotonov, spinskih stanj masivnih delcev s polovičnim spinom in dvostanjskih delcev v splošnem. Riemannovo sfero so predlagali kot relativistični model nebesne krogle. V teoriji strun so svetovne ponjave strun Riemannove ploskve in Riemannova sfera kot najpreprostejša Riemannova ploskev igra pomembno vlogo. Pomembna je tudi v teoriji tvistorjev.